# 威廉·麦肯齐
威廉·麦肯齐（英語：William McKenzie，1997年2月19日—），生于哈密尔顿，新西兰男子帆船运动员。他曾代表新西兰参加2024年夏季奥林匹克运动会帆船比赛，搭档艾萨克·麦克哈迪获得男子49人级银牌。